# Janko Ogris
Janko Ogris (* 31. Oktober 1898 in Köttmannsdorf; † 8. Dezember 1981 in Ludmannsdorf) war ein österreichischer Politiker (Partei der Kärntner Slowenen) und von 1933 bis 1934 Abgeordneter zum Kärntner Landtag.

## Leben
Ogris war beruflich als Kaufmann, Gastwirt im Gasthaus-Gostišče-Trattoria Ogris und als Kulturarbeiter aktiv und war zudem zwischen 1920 und 1938 Gemeindesekretär von Ludmannsdorf. In dieser Funktion beteiligte er sich als Mitinitiator an der Erneuerung des kulturellen, wirtschaftlichen und politischen Lebens der Kärntner Slowenen im Rosental. Über seine diesbezügliche Tätigkeit verfasste Ogris Berichte in der Wochenzeitung „Koroški Slovenec“ („Kärntner Slowene“). Ogris engagierte sich auch in der „Koroška slovenska stranka“ (Partei der Kärntner Slowenen) und kandidierte bei der Landtagswahl 1930 auf dem dritten Listenplatz. Nachdem Janez Starc 1933 aus dem Landtag ausgeschieden war, rückte Ogris als Listendritter in den Landtag nach und wurde am 22. Dezember 1933 als Landtagsabgeordneter angelobt. Mit der Auflösung des letzten, demokratisch gewählten Landtags im Oktober 1934 endete auch die Tätigkeit von Ogris im Landtag.
Neben seiner politischen Tätigkeit wirkte Ogris auch im „Slovenska prosvetna zvez“ (Slowenischer Kulturverband), dessen stellvertretender Leiter er zur Zeit des Anschlusses 1938 war. Er wurde in der Folge am 7. April 1941 verhaftet und für zwei Monate inhaftiert. 1942 erfolgte die Vertreibung von Ogris mit seiner Familie nach Deutschland. Nach dem Zweiten Weltkrieg kehrte Ogris nach Kärnten zurück und beteiligte sich am Wiederaufbau der slowenischen Organisationen. Zudem war er von 1951 bis 1956 Vertreter der Kärntner Slowenen in der Kärntner Landwirtschaftskammer. Zudem engagierte er sich weiter im Slowenischen Kulturverband, wo er über viele Jahre als stellvertretender Obmann und Vorsitzender des Kontrollausschusses wirkte.